# Brad Bridgewater
Bradley Michael (Brad) Bridgewate (Charleston (West Virginia), 29 maart 1973) is een Amerikaans zwemmer.

## Biografie
In 1995 won Bridgewate goud op de 200m rugslag tijdens de Pan-Amerikaanse Spelen.
Tijdens de Olympische Zomerspelen van 1996 in eigen land won Bridgewater de gouden medaille op de 200 meter rugslag.

## Internationale toernooien
| Jaar | Olympische Spelen | Wereldkampioenenschappen | Pan-Pacifische kampioenschappen | Pan-Amerikaanse Spelen | Wereldkampioenschappen kortebaanzwemmen   |
| ---- | ----------------- | ------------------------ | ------------------------------- | ---------------------- | ----------------------------------------- |
| 1995 |                   |                          |                                 | 200m rugslag           |                                           |
| 1996 | 200m rugslag      |                          |                                 |                        |                                           |
| 1997 |                   |                          | 9e 100m rugslag · 200m rugslag  |                        |                                           |
| 1998 |                   | 5e 200m rugslag          |                                 |                        |                                           |
| 1999 |                   |                          | HF 100m rugslag 5e 200m rugslag |                        |                                           |
| 2000 |                   |                          |                                 |                        | 200m rugslag · 4x100m wisselslag (series) |

1900: Ernst Hoppenberg ·
1964: Jed Graef ·
1968: Roland Matthes ·
1972: Roland Matthes ·
1976: John Naber ·
1980: Sándor Wladár ·
1984: Rick Carey ·
1988: Igor Poljanski ·
1992: Martín López-Zubero ·
1996: Brad Bridgewater ·
2000: Lenny Krayzelburg ·
2004: Aaron Peirsol ·
2008: Ryan Lochte ·
2012: Tyler Clary ·
2016: Ryan Murphy ·
2020: Jevgeni Rylov ·
2024: Hubert Kós